# Abraham Gatica Silva
Abraham Gatica Silva (Santiago, 1865 - 6 de mayo de 1940, Quillota) fue un agricultor y político chileno.

## Primeros años
Nació en Santiago, en el año 1865. Fue hijo de Pedro Gatica Souza y Quiteria Silva Ureta.
Se dedicó a las actividades agrícolas, en sus haciendas Las Cañas en Illapel, El Perejil en Chimbarongo y fundos Santa Isabel en Graneros, La Esmeralda y La Capilla en Quillota, y La Unión en Malvilla.

## Carrera política
Militó en el Partido Liberal Doctrinario (PLD), del cual fue su presidente en 1925.
Firmó el acta por la que los partidos políticos proclamaron como candidato único a la presidencia de la República a Emiliano Figueroa Larraín en 1915.
En las elecciones parlamentarias de 1912, fue elegido como diputado por Ovalle, Combarbalá e Illapel, por el periodo legislativo 1912-1915.
Luego, en las parlamentarias de 1915, fue electo como senador por Coquimbo, por el periodo 1915-1921. En esta gestión fue senador reemplazante en la Comisión Permanente de Industria y Obras Públicas e integró la Comisión Permanente de Obras Públicas y Colonización. Esta última Comisión, integrada el 16 de octubre de 1917, conforme al nuevo reglamento aprobado el 10 de septiembre de 1917, vigente desde el 1 de octubre del mismo año. Integró, en la segunda parte de su labor senatorial, la Comisión Permanente de Guerra y Marina.
En las parlamentarias de 1921, resultó reelecto como senador por Coquimbo, por el periodo 1921-1927. Durante este periodo legislativo fue senador reemplazante en la Comisión Permanente de Presupuestos e integró la Comisión Permanente de Agricultura, Industria y Ferrocarriles. El 11 de septiembre de 1924, fue disuelto el Congreso, por decreto de la Junta de Gobierno, establecida tras dicha acción militar.
Dos años más tarde, fue reelegido senador por la Segunda Agrupación Provincial; Atacama y Coquimbo, por el periodo 1926-1930. Fue senador reemplazante en la Comisión Permanente de Ejército y Marina y en la de Agricultura, Minería, Fomento Industrial y Colonización e integró la Comisión Permanente de Obras Públicas y Vías de Comunicación y la de Policía Interior.
En las parlamentarias de 1932, fue nuevamente electo senador por la Segunda Agrupación Provincial de Atacama y Coquimbo, por el periodo 1933-1941. Integró la Comisión Permanente de Obras Públicas y Vías de Comunicación y la de Agricultura, Minería, Fomento Industrial y Colonización. De esta última fue su presidente en la segunda etapa del periodo senatorial.
Durante este tiempo, se incorporó al Partido Radical (PR) y apoyó entonces, la candidatura a presidente de Pedro Aguirre Cerda en la elección de 1938.
Falleció en Quillota, en el Fundo La Capilla, el 6 de mayo de 1940, sin lograr finalizar su periodo parlamentario. El 22 de julio siguiente se incorporó en su reemplazo, Jerónimo Méndez Arancibia.